# Commune (Luxembourg)
Pour les articles homonymes, voir Commune et Commune (homonymie).
Une commune (en luxembourgeois : Gemeng, en allemand : Gemeinde) est la plus petite subdivision administrative du Luxembourg, lequel est divisé au plus haut niveau en douze cantons, et est une unité administrative locale de niveau 2. Au 1er septembre 2023, le pays est subdivisé en 100 communes. Douze de ces communes détiennent le titre de ville qui, en soi, n'apporte aucune différence d'un point de vue des compétences ou de l'administration.
Dans la hiérarchie des subdivisions administratives, les communes viennent en dessous des cantons, qui sont directement en dessous de l'État depuis la suppression des districts en 2015. Les communes ont vu leur nombre évoluer au fil du temps par des fusions ou des scissions afin de suivre l'évolution démographique du pays, contrairement aux cantons, qui sont restés inchangés depuis leur création, outre la création plus tardive de celui de Vianden et certaines adaptations territoriales dues à des fusions de communes.

## Histoire
Le système est hérité de l'annexion à la France du duché de Luxembourg par le décret de la Convention du 9 vendémiaire an IV (1er octobre 1795) suivi de l'arrêté du comité de salut public du 14 fructidor an III (31 août 1795) qui créé le département des Forêts regroupant les deux tiers de l'ancien duché de Luxembourg. Le système partage donc une base juridique commune avec les communes françaises, le décret du 14 décembre 1789 concernant la constitution des municipalités et abolissant toutes les subdivisions de l'ancien Régime,.
En dépit de son annexion par le royaume uni des Pays-Bas après le congrès de Vienne en 1815, le système a été maintenu jusqu'à l'indépendance en 1839, avec à partir de 1831 une forte influence belge de par le rattachement de facto du grand-duché à la Belgique, nouvellement indépendante depuis octobre 1830, encore présente de nos jours dans le droit luxembourgeois ou dans l'usage de termes tels que bourgmestre ou échevin. La loi du 24 février 1843 entérine cette organisation et réintroduit le statut de ville, et restera en place jusqu'à la nouvelle loi communale du 13 décembre 1988 qui, sans révolutionner l'organisation territoriale, renforce l'autonomie communale. L'abolition des districts en 2015 met les communes en lien direct avec l'État, sauf pour Luxembourg qui était déjà dans cette situation.
En 2008, une réforme est annoncée incitant à la fusion de nombreuses communes avec l'objectif d'arriver à un seuil de 3 000 habitants, tandis que la création de « communautés urbaines » regroupant plusieurs communes avec un seuil minimal de 20 000 habitants doit être rendue possible. Sur ce dernier point, le projet est toujours étudié en 2023.
En 2020, le ministère de l'Intérieur annonce réduire sa tutelle administrative sur les communes de près de 50 % afin d'augmenter leur autonomie : ainsi, les communes n'auront plus à faire valider par ce ministère que les budgets annuels et les projets d'aménagement, le reste se faisant par une simple transmission obligatoire des décisions. Une loi en ce sens est entrée en vigueur le 1er février 2023 et passe par la numérisation des démarches via la plateforme « e-MINT ».
Bien que l'actuelle province de Luxembourg n'ait été rattachée à la Belgique qu'en 1839, l'article ci-présent ne traite que des communes luxembourgeoises selon les frontières nationales actuelles datant de cette époque. Pour les communes appartenant aujourd'hui à la province de Luxembourg, voir la liste des communes de la Région wallonne ou la liste des communes avant fusion de la Région wallonne, en raison des fusions massives opérées en Belgique au cours du XXe siècle.

## Rôle et administration

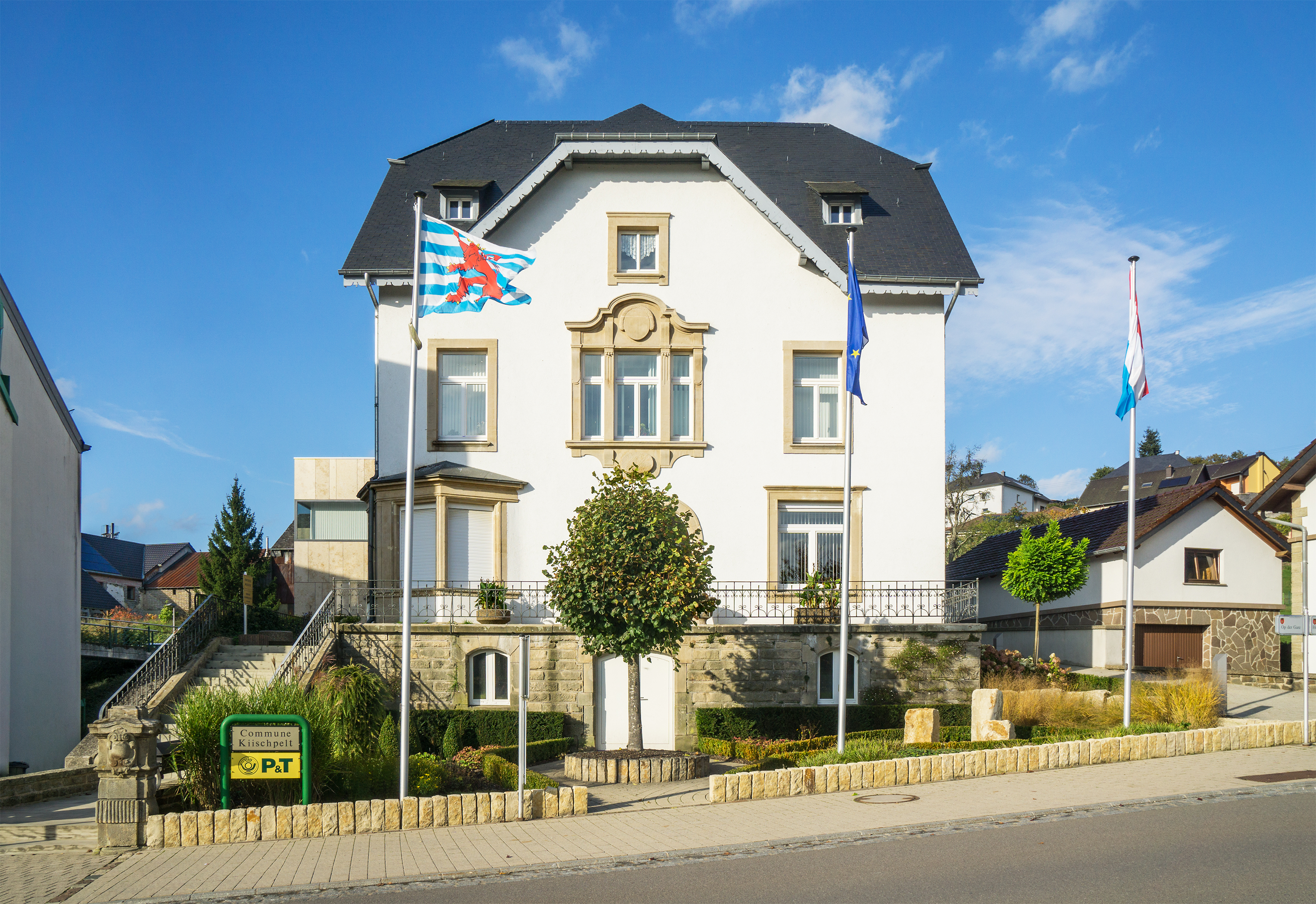
La mairie de Kiischpelt, commune née en 2006 de la fusion de Kautenbach et Wilwerwiltz

Le statut des communes luxembourgeoises est défini par l'article 107 de la Constitution du Luxembourg qui dit :

« les communes forment des collectivités autonomes à base territoriale, possédant la personnalité juridique et gérant par leurs organes leur patrimoine et leurs intérêts propres »

Chaque commune dispose d'une autonomie pour toute ce qui a trait aux intérêts exclusivement locaux, affirmée par la Charte européenne de l'autonomie locale, ratifiée par le grand-duché en 1987, premier pays à l'avoir fait. Toutefois, l'État dispose d'un droit de contrôle appelé « tutelle administrative », exercée par le grand-duc et le ministre de l'Intérieur, qui lui permet de s'assurer que les décisions communales sont conformes au droit national.
Le canton peut être considéré plutôt comme une division régionale, car les communes sont en lien direct avec l'État depuis la suppression des districts (la commune de Luxembourg était déjà dans cette situation dans les faits), le canton ne comportant pas d'administration proprement dite faisant l'intermédiaire entre les communes et l'État. Il existe cependant des organisations qui se regroupent par canton, telles que par exemple, avant la réforme conduisant à la création du Corps grand-ducal d'incendie et de secours, certains des corps de sapeurs-pompiers qui étaient alors dirigés par un commandant de canton.

### Le corps communal
Il y a dans chaque commune un corps communal qui se compose du conseil communal, du collège des bourgmestre et échevins et du bourgmestre. La langue d'usage est le luxembourgeois bien qu'un élu puisse s'exprimer en français ou en allemand.

#### Le conseil communal
Le conseil communal est directement élu par les habitants, le nombre de ses membres varie selon la population de la commune. Ainsi une commune de moins de 1 000 habitants dispose de sept conseillers communaux, de neuf entre 1 000 et 2 999 habitants, de onze jusqu'à 5 999, ensuite ce nombre augmente de deux à chaque « tranche » de 5 000 habitants pour atteindre dix-neuf pour les communes de 20 000 habitants et plus, sauf Luxembourg qui en possède 27.
Ce nombre peut-être revu après chaque recensement général, soit tous les dix ans, mais n'entre en application qu'aux élections communales suivantes, qui ont lieu tous les six ans.

#### Le collège des bourgmestre et échevins
Le collège des bourgmestre et échevins est l'organe exécutif communal composé des représentants de l'État dans les communes, le bourgmestre et les échevins, le premier est nommé par le grand-duc, les seconds par le ministre de l'Intérieur pour six ans,. Le collège est chargé d'exécuter les décisions du conseil communal, ainsi que les loi et arrêtés grand-ducaux et ministériels, à l'exception de ceux concernant la police.
On retrouve un bourgmestre accompagné de deux échevins en temps normal, mais ce nombre peut monter à trois dans les communes de 10 000 à 20 000 habitants, à quatre au-delà et jusqu'à six pour Luxembourg.

### Administration communale
L'administration communale est chargée d'assurer la mise en œuvre des décisions du conseil communal et est le point de contact entre la commune et les citoyens.
L'administration est composée d'un secrétariat et de plusieurs départements administratifs et services techniques correspondant à une compétence ou une activité (eau, gestion des déchets, finances, etc.).

### Autres

#### Commissions consultatives
Chaque commune dispose de commissions consultatives dans lesquelles les citoyens peuvent s'impliquer ; elles sont obligatoires pour certaines (comme pour l'école) ou facultatives (culture, environnement, etc.) et conseillent le conseil communal et le collège des bourgmestre et échevins.

#### Conseil communal d'enfants et de jeunes
Les communes peuvent se doter d'un conseil communal d'enfants et de jeunes où siègent de façon volontaire les jeunes, qui peuvent émettre des recommandations au conseil communal sur divers sujets qui les concernent.

### Ressources financières
Les budgets communaux sont principalement alimentés par le Fonds de dotation globale des communes (FDGC) ayant remplacé le 1er janvier 2017 le fonds communal de dotation financière (FCDF) et incluant une partie des revenus de l'impôt commercial communal (ICC), le reste revenant directement dans les caisses des communes ainsi que par les impôts et taxes décidées par le conseil communal, sous réserve de l'accord de l'État,,.
Dans l'ancien système, reposant sur des décrets datant de 1789 et 1790, le financement se répartissait entre une partie de l'impôt commercial communal (ICC) et les revenus de l'impôt foncier (IF), les dotations financières de l'État via le fonds communal de dotation financière (FCDF) et les taxes communales.

### Les compétences

#### Compétences obligatoires

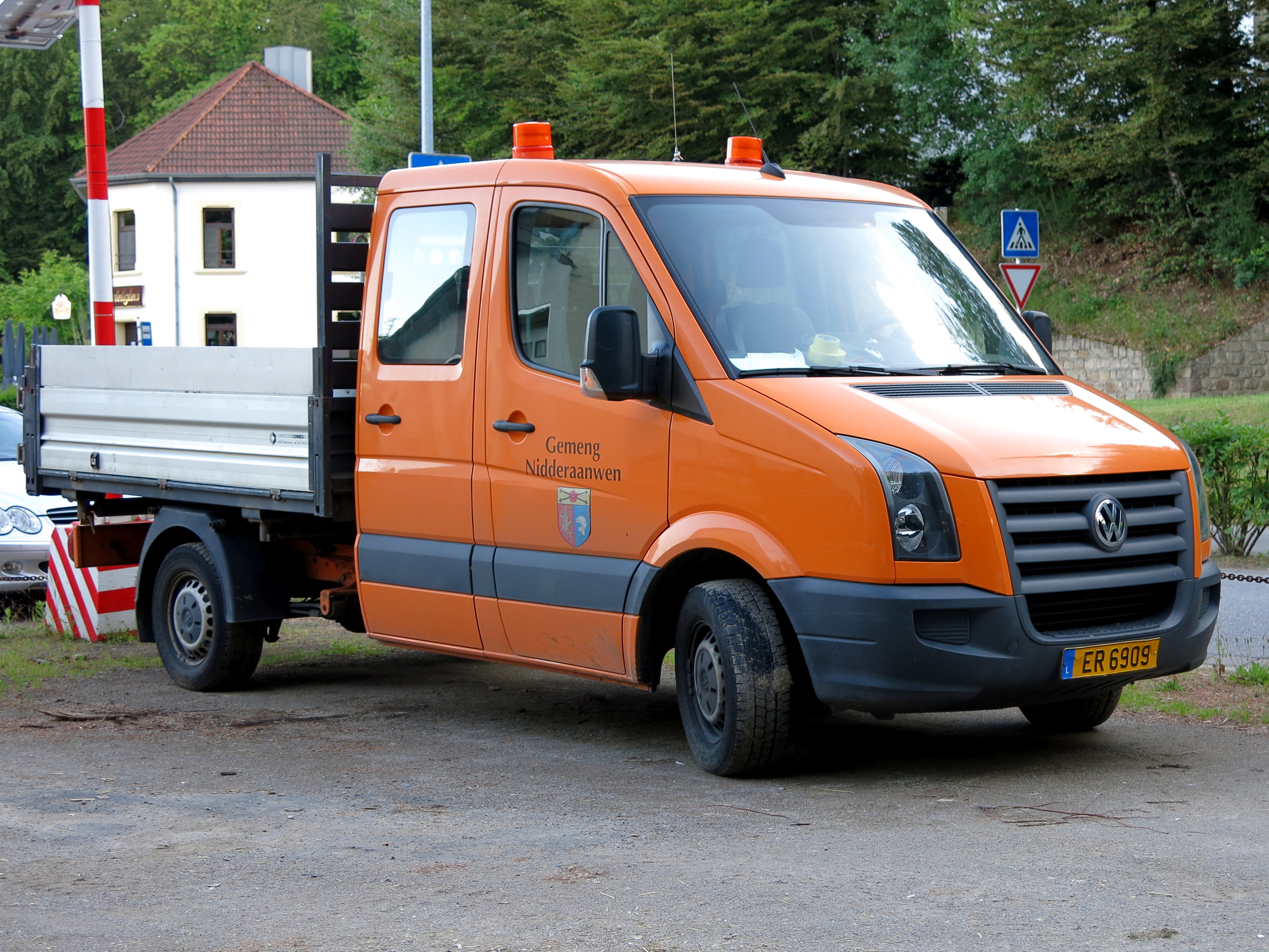
Véhicule des services communaux de Niederanven.

Les compétences obligatoires des communes peuvent être regroupées en neuf catégories, :
- aménagement du territoire, logements et développement économique (Plan d'aménagement général) ;
- pouvoir réglementaire et de police pour garantir le maintien de l'ordre ;
- gestion de la voirie et de la circulation, en dehors des axes nationaux (Chemins repris, routes nationales et autoroutes) ;
- gestion de l'eau et de son assainissement ;
- environnement : lutte contre la pollution et gestion des risques d'inondations ;
- enseignement fondamental (neuf premières années de scolarité) ;
- tenue et mise à jour de l'État civil, au nom de l'État[7] ;
- aide sociale : Allocations aux personnes démunies, 30 offices sociaux pour les communes de plus de 6 000 habitants depuis le 1er janvier 2011, en dessous et généralement en milieu rural les communes sont rattachées aux offices des communes voisines en disposant[13],[14] ;
- gestion des cimetières et crématoriums.

#### Compétences facultatives
En plus de leurs compétences obligatoires, les communes sont libres de mettre à disposition de leurs habitants des compétences facultatives, sous réserve d'avoir les moyens financiers après avoir accomplies leurs missions obligatoires,. Ces compétences sont très variées, en voici quelques exemples, :
- gestion d'équipements sportifs ;
- gestion d'équipements culturels ;
- crèches ;
- établissements pour personnes âgées ;
- organisation de réseaux de transport en commun ;
- logements sociaux ;
- subventions aux associations.

### Outils juridiques

#### Référendum local
Une commune peut organiser des référendums locaux, dont la finalité est purement consultative, au contraire des référendums nationaux.

#### Syndicat intercommunal
Pour des raisons techniques ou financières, des communes peuvent être appelées à gérer ensemble certains de leurs services, comme le ramassage des déchets, les transports en commun, les systèmes informatiques ou le traitement des eaux usées. Ces regroupements prennent la forme du syndicat intercommunal. Les communes peuvent aussi se regrouper à travers des conventions ou des sociétés de droit privé.
Deux d'entre eux couvrent la totalité ou la quasi-totalité du pays : le syndicat intercommunal de gestion informatique (toutes les communes sauf la capitale) et le syndicat intercommunal à vocation multiple des villes et communes luxembourgeoises (tout le pays).

#### Convention de coopération territoriale
Depuis 2005, les communes peuvent signer des « conventions de coopération territoriale État-communes » afin d'organiser un développement urbain global et cohérent en matière d'urbanisme et de transports.
Ces conventions se recoupent territorialement avec les trois pôles urbains. La Nordstad et la région Sud sont ainsi conventionnées, à travers les syndicats intercommunaux.
En 2020, le « Forum régional centre » (ou en luxembourgeois : Regionalforum Zentrum, abrégé en RFZ)  est une nouvelle forme de coopération créé en remplacement des anciennes conventions « DICI », « Uelzechtdall » et « Air Regioun » expirées entre 2013 et 2018, pérennisée en 2022 et regroupe la capitale et 10 communes limitrophes de l'agglomération luxembourgeoise.

#### Coopération transfrontalière
Les communes peuvent se regrouper avec d'autres organismes étrangers, là encore sous la forme de convention ou de syndicat intercommunal, mais aussi sous la forme d'un groupement européen de coopération territoriale (GECT). Le GECT Alzette Belval en est un exemple.

## Statistiques

### Nombre

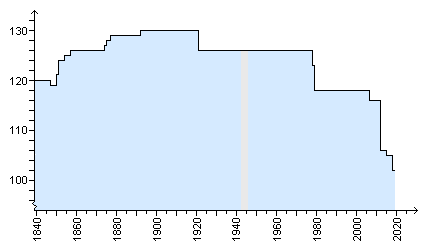
Évolution du nombre de communes au Luxembourg jusqu'en 2018.

Au 1er septembre 2023, le Luxembourg compte 100 communes. Ce nombre décroît depuis les années 1920, après le XIXe siècle qui a vu la création d'une dizaine de communes. Le tableau suivant montre le nombre de communes au 1er janvier de chaque année ayant vu une fusion ou une scission de communes entrer en vigueur :
| Année  | 1840 | 1847 | 1850 | 1851 | 1854 | 1857 | 1874 | 1875 | 1877 | 1892 | 1920 | 1978 | 1979 | 2006 | 2012 | 2015 | 2018 | 2023 |
| ------ | ---- | ---- | ---- | ---- | ---- | ---- | ---- | ---- | ---- | ---- | ---- | ---- | ---- | ---- | ---- | ---- | ---- | ---- |
| Nombre | 120  | 119  | 120  | 124  | 125  | 126  | 127  | 128  | 129  | 130  | 126  | 123  | 118  | 116  | 106  | 105  | 102  | 100  |

La liste suivante donne le nombre de communes par canton au 1er septembre 2023 :
| Canton           | Nombre de communes |
| ---------------- | ------------------ |
| Capellen         | 9                  |
| Clervaux         | 5                  |
| Diekirch         | 10                 |
| Echternach       | 7                  |
| Esch-sur-Alzette | 14                 |
| Grevenmacher     | 8                  |
| Luxembourg       | 11                 |
| Mersch           | 10                 |
| Redange          | 8                  |
| Remich           | 6                  |
| Vianden          | 3                  |
| Wiltz            | 7                  |

### Population
- Plus de 100 000 habitants
- Entre 10 000 et 99 999 hab.
- Entre 3 000 et 9 999 hab.
- Moins de 3 000 hab.

Carte des communes du Luxembourg par population au 1 janvier 2025 :
Plus de 100000 habitants
Entre 10000 et 99999 hab.
Entre 3000 et 9999 hab.
Moins de 3000 hab.

Le tableau suivant résume la répartition des communes, au regard de la population, au 1er janvier 2025 :
| Classe                      | Communes |
| --------------------------- | -------- |
| Plus de 100 000 habitants   | 1        |
| Entre 10 000 et 99 999 hab. | 13       |
| Entre 3 000 et 9 999 hab.   | 41       |
| Moins de 3 000 hab.         | 45       |

Les trois communes les plus peuplées sont, au 1er janvier 2025, Luxembourg (136 161 habitants), Esch-sur-Alzette (37 922 habitants) et Differdange (30 789 habitants).
À la même date, les trois communes les moins peuplées sont Saeul (1 025 habitants), Putscheid (1 177 habitants) et Kiischpelt (1 257 habitants).

### Superficie
Les plus grandes communes sont Wincrange (113,4 km2), Clervaux (85 km2), Rambrouch (79,1 km2) Parc Hosingen (70,7 km2) et Rosport-Mompach (57,1 km2). Les plus petites sont Sandweiler (7,7 km2), Schifflange (7,7 km2), Walferdange (7,1 km2), Rumelange (6,8 km2) et Remich (5,3 km2).

## Commune cadastrale
Outre le découpage administratif, il existe aussi un découpage en 130 communes cadastrales (en luxembourgeois : Kadastergemengen) utilisé par l'administration du cadastre et de la topographie pour établir le cadastre luxembourgeois, lui même subdivisé en 520 sections cadastrales, et qui est purement et simplement le découpage communal de l'actuel grand-duché au XIXe siècle.